# Происхождение и сущность украинофильства
«Происхожде́ние и су́щность украинофи́льства» (рус. дореф. Происхожденіе и сущность украинофильства) — книга историка и публициста Андрея Стороженко, вышедшая в Киеве в 1912 году. Является публикацией доклада, прочитанного автором на Собрании Киевского клуба русских националистов от 17 ноября 1911 года.

## История
17 ноября 1911 года на заседании Киевского клуба русских националистов Андрей Стороженко сделал доклад, посвящённый анализу явления украинофильства. Доклад вызвал интерес и оживлённую дискуссию слушателей, его содержание было одобрено многими членами Клуба и было принято решение издать доклад с целью более широкого ознакомления с его содержанием. В 1912 году при участии Клуба доклад был издан в Киеве отдельной книгой.
Русский публицист и общественный деятель Михаил Меньшиков в «Письмах к русской нации» в марте 1914 года так отозвался о материале Стороженко:

На общем собрании отдела А. В. Стороженко сделал очень ценный доклад о мазепинской опасности. Из доклада и оживленных прений выяснилась вся преступная, предательская подкладка мазепинской пропаганды. Это подземная война с нами, уже начатая двумя немецкими империями в виде подготовки к войне надземной. Не о «самостийной» Украине идет речь, а об отторжении двадцати пяти миллионов малороссов под австрийско-польское иго. Г-н Стороженко сам малоросс, как и большинство киевских националистов, — следует прислушаться к тревожному голосу этих сведущих людей.

Российский государственный и религиозный деятель Николай Жевахов, описывая события 1918 года, писал об этой книге:

Мало-помалу в Киев стали стекаться все те счастливцы, коим удалось вырваться из Петербурга и Москвы. Первым прибыл митрополит Киевский Владимир, и понадобилось только несколько дней для того, чтобы он услышал имя А. С. и стал бы к нему ездить за советами и наставлениями. Увы, визиты эти оказались уже запоздавшими. В своё время, несколько лет тому назад, я усиленно распространял в Петербурге книжку А. С. «Происхождение и сущность украинофильства» и, вручая её министрам и членам Государственного Совета, был и у митрополита Владимира, усердно прося его ознакомиться с её содержанием. Однако книжку откладывали в сторону и никто её не читал, об авторе никто раньше не слыхал, и имя его никому ничего не говорило.

Теперь же митрополит Владимир воочию убедился в значении этой книжки, ибо увидел буквальное осуществление предвидений автора.

## Содержание
В начале работы Стороженко приводит информацию о решающей роли киевских учёных и малоросов в целом в культурной жизни России в XVII-XVIII вв. По мнению автора, это являлось идеальной моделью создания общерусской культуры. При этом, пагубное разделение началось под влиянием поляков. Здесь упоминается Кирилло-Мефодиевское братство, Тарас Шевченко (близко общавшийся с поляками во дворе Энгельгарта, и в Вильно, и в ссылке).
Стороженко поддал критике украинскую литературу, назвав её «зловонным болотом новейшей „украинской“ так называемой изящной словесности». Под украинской литературой подразумевал «работы разных Франков и Маковеев, Кобринских и Кобылянских, Винниченков и Карманских, Козловских и Крымских, Лесь и Олесей, Пачовских и Капельгородских, Онацких и Чернявских».
Вся работа направлена на демонстрацию «беспочвенности» и «чужеродного» фундамента в происхождении украинофильства в России. Автор утверждает, что украинский язык — это выдумка самих украинофилов, имеющая антирусскую направленность: «из нового „украинского“ языка тщательно вытравливается всякий русский дух». Особенно преуспел в данной «подрывной работе» Михаил Грушевский, Стороженко на многочисленных примерах показывает осуществляемые им замены слов с общерусских на польские («рух» вместо «движение» и т. п).
Одновременно с этим Стороженко ставит вопрос: «не скрываются ли под некоторыми „украинскими“ псевдонимами злобные сыны Иуды?», аргументируя это предположение тем, что и украинофилы, и «сыны Иуды» одинаково стремятся к политическим переворотам, а один из идеологов этого движения, Михаил Грушевский, выступает защитником прав еврейского населения.

## Критика
Советский и украинский историк Владимир Сарбей отметил, что в данной работе «либерально-буржуазный» историк Стороженко привязал деятелей Кирилло-мефодиевского братства к польському национальному движению искусственно.
Украинский диссидент и писатель Иван Дзюба назвал книгу Стороженко более скромной, чем фундаментальный «обвинительный труд» Сергея Щёголева «Украинское движение как современный этап южнорусского сепаратизма», но «не менее донощицкой». Дзюба пишет, что свою «политическую донощицкую» аргументацию Стороженко усиливает научной — филологической, которая тоже насыщена политически. Выражая общую оценку выводам Стороженко о сущности украинофилов и оценке автором деятельности Грушевского он сказал, что это было бы смешно, если бы не звучало актуально, потому что «нечто подобное мы слышим и сегодня от радетелей за украинский язык из числа его „знатоков“-ненавистников». Кроме того, писатель сообщил, что ему не столько смешно, сколько грустно, потому что эти «чудные антиукраинства» (укр. «дивовижі антиукраїнства») «пережили столетие и украшают как обывательскую, так и „интеллектуальную“ украинофобию в „независимой“ Украине».

## Издания
- Стороженко А. В. Происхождение и сущность украинофильства (Доклад  собранию членов Клуба русских националистов в Киеве, 17 ноября 1911 г.) / Клуб Русских Националистов. — Киев: Типография С. В. Кульженко, 1912. — 58 с.